# Anaclet Mwumvaneza
Anaclet Mwumvaneza (* 4. Dezember 1956 in Murambi, Ruanda) ist Bischof von Nyundo.

## Leben
Anaclet Mwumvaneza empfing am 25. Juli 1991 das Sakrament der Priesterweihe für das Erzbistum Kigali.
Am 11. März 2016 ernannte ihn Papst Franziskus zum Bischof von Nyundo. Sein Amtsvorgänger Alexis Habiyambere SJ spendete ihm am 21. Mai desselben Jahres die Bischofsweihe. Mitkonsekratoren waren der Bischof von Butare, Philippe Rukamba, und der Bischof von Kabgayi, Smaragde Mbonyintege.